# Johan Falk: Operation Näktergal
Johan Falk: Operation Näktergal, es una película de acción estrenada el 4 de noviembre de 2009 dirigida por Daniel Lind Lagerlöf. La película es la octava entrega de la franquicia y forma parte de las películas de Johan Falk.
La película fue estrenada el mismo día que la novena entrega de la franquicia Johan Falk: De fredlösa.

## Historia
Cuando el oficial Johan Falk y los miembros del Equipo de Investigaciones Especiales "GSI", se encuentran con un video grabado en secreto de gánsteres admitiendo sus crímenes, se desaniman cuando se dan cuenta de que no pueden utilizarlo como evidencia debido a la falta de documentación apropiada antes de que se encontraran con la cámara y los micrófonos. Como oficiales de policía en una unidad de delitos especiales son muy conscientes de que el sistema legal sueco acepta todo tipo de pruebas, incluso aquellas que se han obtenido a través de medios ilegales.
Johan y el equipo deberán de detener la importación de mujeres jóvenes de Oriente a las que obligan a prostituirse.

## Personajes

### Personajes principales
| Actor             | Personaje          | Ocupación                |
| ----------------- | ------------------ | ------------------------ |
| Jakob Eklund      | Johan Falk         | Oficial de la Unidad GSI |
| Joel Kinnaman     | Frank Wagner       | Informante / Infiltrado  |
| Meliz Karlge      | Sophie Nordh       | Oficial de la Unidad GSI |
| Henrik Norlén     | Lasse Karlsson     | -                        |
| Mikael Tornving   | Patrik Agrell      | Jefe de la Unidad GSI    |
| Jacqueline Ramel  | Anja Månsdottir    | Detective Inspectora     |
| André Sjöberg     | Dick Jörgensen     | Oficial de la Unidad GSI |
| Lars G. Svensson  | Lennart Jägerström | -                        |
| Stipe Erceg       | Oleg               | -                        |
| Anja Antonowicz   | Hanna              | -                        |
| Kjell Wilhelmsen  | Kenta              | -                        |
| Anders Gustavsson | Victor Eriksen     | -                        |

### Personajes secundarios
| Actor                   | Personaje        | Ocupación                             |
| ----------------------- | ---------------- | ------------------------------------- |
| Zeljko Santrac          | Matte            | Oficial de la Unidad GSI              |
| Christian Brandin       | Conny Lloyd      | Gánster / Miembro de la Banda de Seth |
| Anders Gustavsson       | Victor Eriksen   | Gánster / Miembro de la Banda de Seth |
| Jovan Siladji           | Gnistan Wedberg  | -                                     |
| Marie Richardson        | Helén Andersson  | -                                     |
| Isidor Alcaide Backlund | Ola Falk         | Hijo de Johan                         |
| Hanna Ullerstam         | Ann-Louise Rojas | -                                     |
| Josef Harringer         | Charlie          | -                                     |
| Urszula Debska          | Danuta           | -                                     |
| Anna Lenartowicz        | -                | Mamá de Hannah                        |
| Evalena Ljung-Kjellberg | -                | -                                     |
| Pia Edlund              | -                | Criminalista                          |
| Wieslaw Figacz          | -                | Sacerdote                             |
| Olga Figura             | Janina           | -                                     |
| Carl Peter Carlsson     | -                | Oficial de Policía                    |
| Måns Ellmark            | -                | Oficial del Equipo SWAT               |

## Producción
La película fue dirigida por Daniel Lind Lagerlöf, escrita por  Stefan Karlsson, con el apoyo de Anders Nilsson y Joakim Hansson en la idea, concepto y personajes.
Producida por Joakim Hansson, con la participación de los ejecutivos Klaus Bassiner, Tomas Eskilsson, Lone Korslund, Claudia Schröder, Åsa Sjöberg, Henrik Stenlund, Berit Teschner (de ZDF) y Niva Westlin (de TV4).  
La edición estuvo a cargo de Darek Hodor.
La música estuvo bajo el cargo de Bengt Nilsson, mientras que la cinematografía en manos de Andreas Wessberg. 
La película fue estrenada el 4 de noviembre de 2009 en con una duración de 1 hora con 30 minutos en Suecia.	

### Emisión en otros países
| País     | Título                                         | Fecha de Estreno       |
| -------- | ---------------------------------------------- | ---------------------- |
| Alemania | GSI - Spezialeinheit Göteborg: Riskantes Spiel | 4 de diciembre de 2009 |
| Hungría  | Johan Falk: Kiemelt ügyek csoportja            | -                      |
| Polonia  | Johan Falk: Operacja Slowik                    | -                      |